# Brannoc di Braunton
Brannoc, conosciuto anche come Brannock, Barnoc e Brannocus (VI secolo – VI secolo), fu un monaco britannico vissuto nel sesto secolo. È venerato come santo dalla Chiesa cattolica, dalla Chiesa ortodossa e dalla Comunione anglicana.

## Biografia

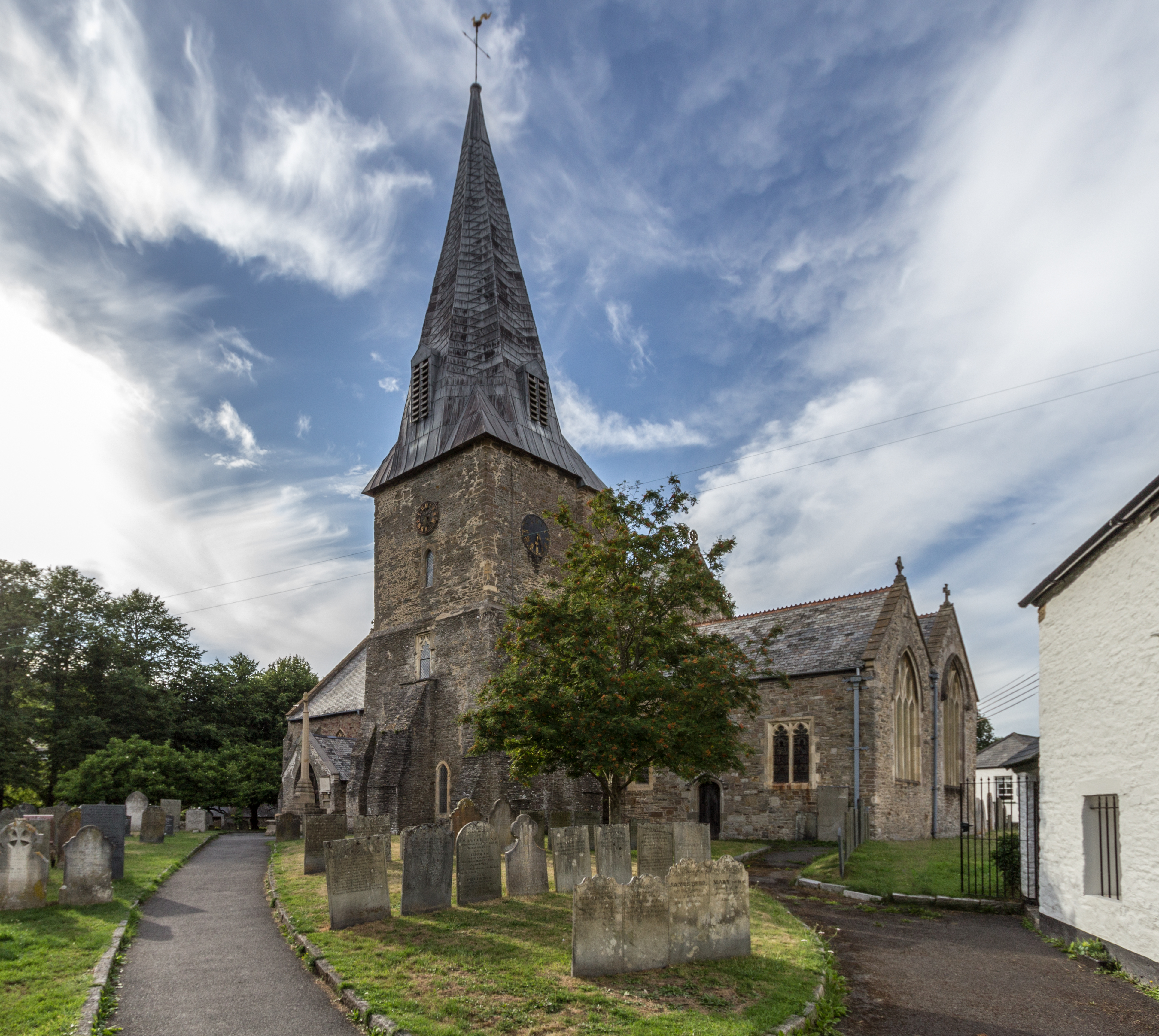
La chiesa di San Brannock a Braunton.

Brannoc era un monaco cristiano che, migrando dal Galles meridionale, si stabilì a Braunton, un villaggio nella contea del Devon, attorno al sesto secolo. Secondo la leggenda, gli fu comandato in sogno di cercare una scrofa con i suoi piccoli e di costruire una chiesa nel luogo in cui li avesse trovati. Egli costruì quindi un monastero, oggi ormai distrutto, su una collina a ridosso del villaggio e ne diventò abate. Infine, alla sua morte, fu sepolto proprio in quel luogo.
La leggenda del ritrovamento della scrofa e dei piccoli è rappresentata in una vetrata e in un rilievo nella volta del tetto nella chiesa di San Brannock, a Braunton.

## Culto
Ogni 26 giugno a Braunton si festeggia il "St Brannock's Day", tuttavia, il santo è ufficialmente commemorato dalla cattedrale di Exeter il 7 gennaio e il 7 aprile. Quest'ultima data potrebbe essere dovuta ad una fusione con la commemorazione di san Brynach, santo gallese del sesto secolo ricordato proprio il 7 aprile con cui san Brennoc viene in effetti identificato da alcuni agiografi.